# Estadio Manuel Martínez Valero
Het Estadio Manuel Martínez Valero is een voetbalstadion in Elx, dat plaats biedt aan 39.000 toeschouwers. De vaste bespeler van het stadion is Elche CF.
Het stadion werd officieel geopend op 8 september 1976. Het stadion verving het oude Campo de Altabix, dat werd gebouwd in 1923. Het is met 31.388 plaatsen het grootste stadion in de regio Alicante. Het stadion werd vernoemd naar oud-voorzitter Manuel Martinez Valero. Het stadion werd gebruikt op het WK 1982. Op 15 juni 1982 vestigde Hongarije er een record door El Salvador te verslaan met 10-1. In 2003 werd er de finale van de Copa del Rey afgewerkt. Het stadion heeft vier sterren gekregen van de UEFA.

## WK interlands
| №  | Datum        | Wedstrijd               | Uitslag | Competitie                | Toeschouwers |
| -- | ------------ | ----------------------- | ------- | ------------------------- | ------------ |
| 1  | 15 juni 1982 | Hongarije – El Salvador | 10 – 1  | WK 1982 1e Groepsfase (C) | 23.000       |
| 2  | 19 juni 1982 | België – El Salvador    | 1 – 0   | WK 1982 1e Groepsfase (C) | 15.000       |
| 3. | 22 juni 1982 | België – Hongarije      | 1 – 1   | WK 1982 1e Groepsfase (C) | 37.000       |